# Cefotetan
Cefotetan is een cefalosporine-antibioticum van de tweede generatie voor de preventie (profylaxe) of de behandeling van bacteriële infecties. Het is actief tegen een breed gamma van gram-positieve en gram-negatieve bacteriën. Cefotetan is net als cefoxitine actief tegen zowel aerobe als anaerobe bacteriën; andere tweedegeneratiecefalosporines zijn weinig actief tegen anaerobe bacteriën. Het middel is ook resistent tegen betalactamases, dit zijn enzymen die bacteriën resistent maken tegen penicilline en daarmee verwante betalactamantibiotica.
Cefotetan is ontwikkeld door het Japanse bedrijf Yamanouchi Pharmaceutical Co. Het wordt commercieel geproduceerd sedert 1983. Buiten Japan wordt het verkocht door AstraZeneca onder de merknamen Apacef, Apatef en Cefotan.
Cefotetan wordt met een injectie intraveneus of intramusculair toegediend. De vorm waarin het wordt toegediend is als een oplossing van het dinatriumzout (cefotetan disodium, molecuulformule C17H15N7Na2O8S4 met molecuulgewicht 619,57).